# Eslāmābād-e Khalaj
Eslāmābād-e Khalaj (persiska: اسلام آباد خلج) är en ort i Iran.   Den ligger i provinsen Khorasan, i den nordöstra delen av landet, 700 km öster om huvudstaden Teheran. Eslāmābād-e Khalaj ligger 1 706 meter över havet och antalet invånare är 266.
Terrängen runt Eslāmābād-e Khalaj är platt åt sydväst, men åt nordost är den kuperad. Runt Eslāmābād-e Khalaj är det ganska glesbefolkat, med 25 invånare per kvadratkilometer. Närmaste större samhälle är Robāţ-e Mīān Dasht, 6,5 km väster om Eslāmābād-e Khalaj. Trakten runt Eslāmābād-e Khalaj består till största delen av jordbruksmark.